# Образ Жанны д’Арк в культуре
Жанна д’Арк, известная также как Жанна-Дева, Орлеанская Дева (ок. 1412—1431) — одна из наиболее знаменитых людей XV века. Её недолгая жизнь достаточно хорошо изучена по материалам судебных процессов, переписке современников, хроникам, трактатам теологов и официальным документам. В то же время, в её биографии достаточно тёмных мест. Уже при жизни национальной героини Франции, с которой связан важнейший этап Столетней войны, появлялись произведения, посвящённые ей. В них простая девушка («пастушка») из лотарингской деревни Домреми уподоблялась ветхозаветным героиням, спасшим свою родину от врага, то есть была воином. Эти два основных образа Жанны (пастушка и воин) активно использовались сторонниками Карла VII в политической пропаганде (в том числе в дипломатических посланиях и теологических трактатов), а её личность была мифологизирована ещё при жизни.
Вторая волна популярности Жанны пришлась на период подготовки и проведения процесса её реабилитации в 1456 году, который отвечал в первую очередь политическим интересам короля Карла VII.

### XV век

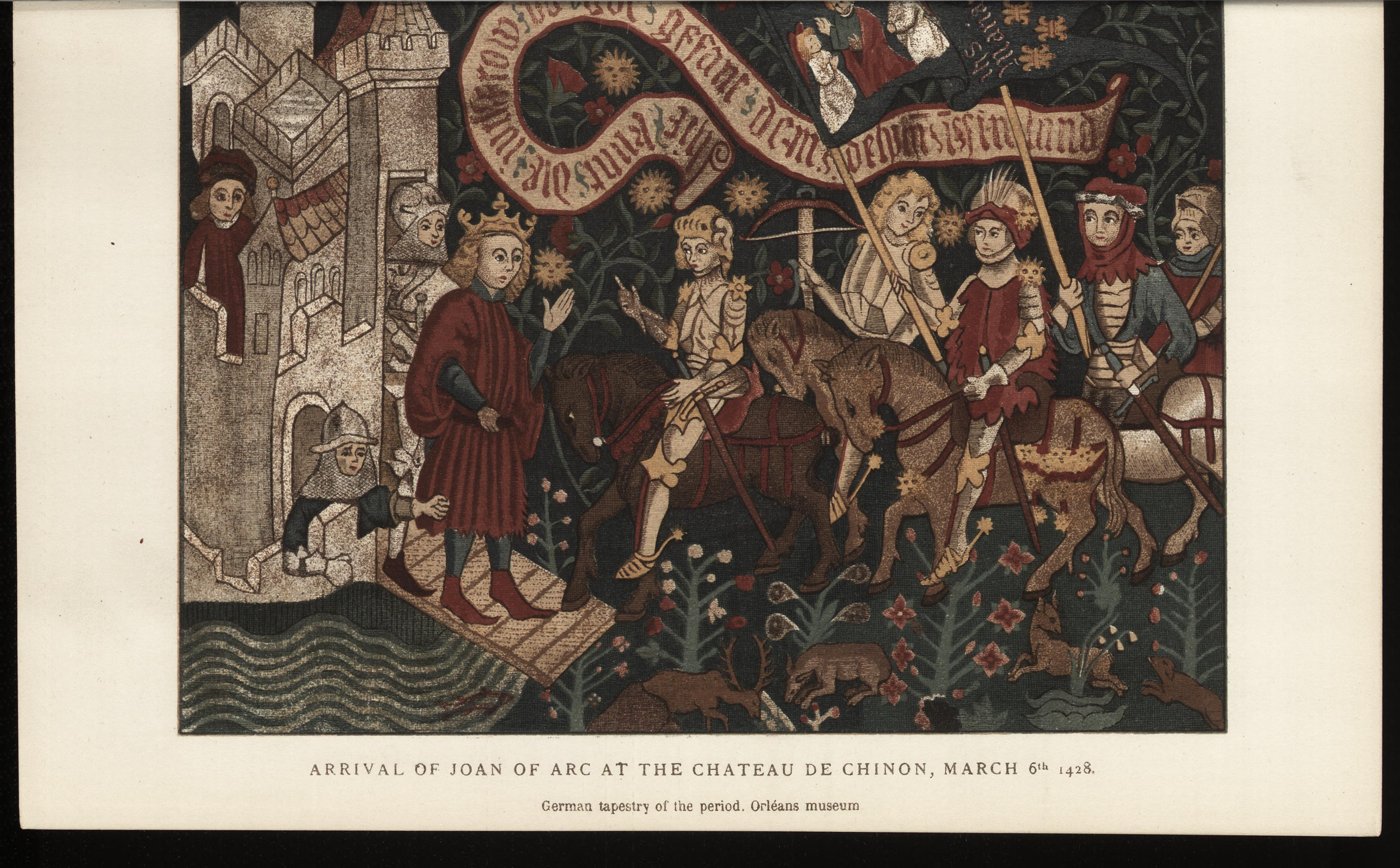
Въезд Жанны д’Арк в Шинон в 1428 году. Германская шпалера XV в. Орлеанский музей

Первое литературное произведение, посвящённое Жанне д’Арк, появилось сразу после снятия осады Орлеана. Автор поэмы «Слово о Жанне» (Ditié de Jeanne, 1429) Кристина Пизанская, сторонница единой Франции, ушла в монастырь после того, как герцог Бургундии Иоанн Бесстрашный принял сторону короля Англии. В представлении Кристины Франция была погружена во мрак многие годы, и появление Жанны у Орлеана во главе войска дофина Карла рассеяло его. Кристина сравнивает Деву со знаменитыми библейскими героинями — Эсфирью, Деборой, Юдифью (для литературы той поры характерно обращение к наиболее авторитетной для Средневековья книге), и находит, что Жанна их превзошла своим бесстрашием. Для знаменитой писательницы, так же, как и для многих современников, эта юная девушка является посланницей Бога. Кристина, защитница женщин, подчёркивает в ней именно её женские качества, что идёт вразрез с представлением Жанны в письме Буленвилье, адресованном миланскому герцогу Филиппо Марии Висконти. Письмо Персеваля де Буленвилье считается первой биографией Жанны, охватывающей её жизнь от рождения до битвы при Пате. Королевский канцлер выделяет в Деве те черты, которые сближают её с мужчинами (не разговорчива, не суетна, сторонится развлечений, любит оружие и лошадей), то есть рисует героиню с «антифеминистских позиций», признавая, что она принадлежит к женскому полу, но лишена обычных (в представлении той эпохи) женских недостатков.
Авторы-современники вспоминают не только библейских женщин, они обращаются в связи с подвигом Жанны к деяниям Давида, Иосифа, Моисея и Гедеона (Анри де Горкум), Иуды Маккавея и снова Моисея (Жерсон), Самуила (Жак Желю), наконец, Кристина Пизанская говорит о Моисее и Гедеоне. Всех их роднит то, что каждый возглавил освободительную борьбу своего народа и в своих поступках руководствовался откровением свыше, что вообще характерно для персонажей Ветхого Завета. Подобные сравнения отвечали в том числе и интересам сторонников дофина в текущий момент.

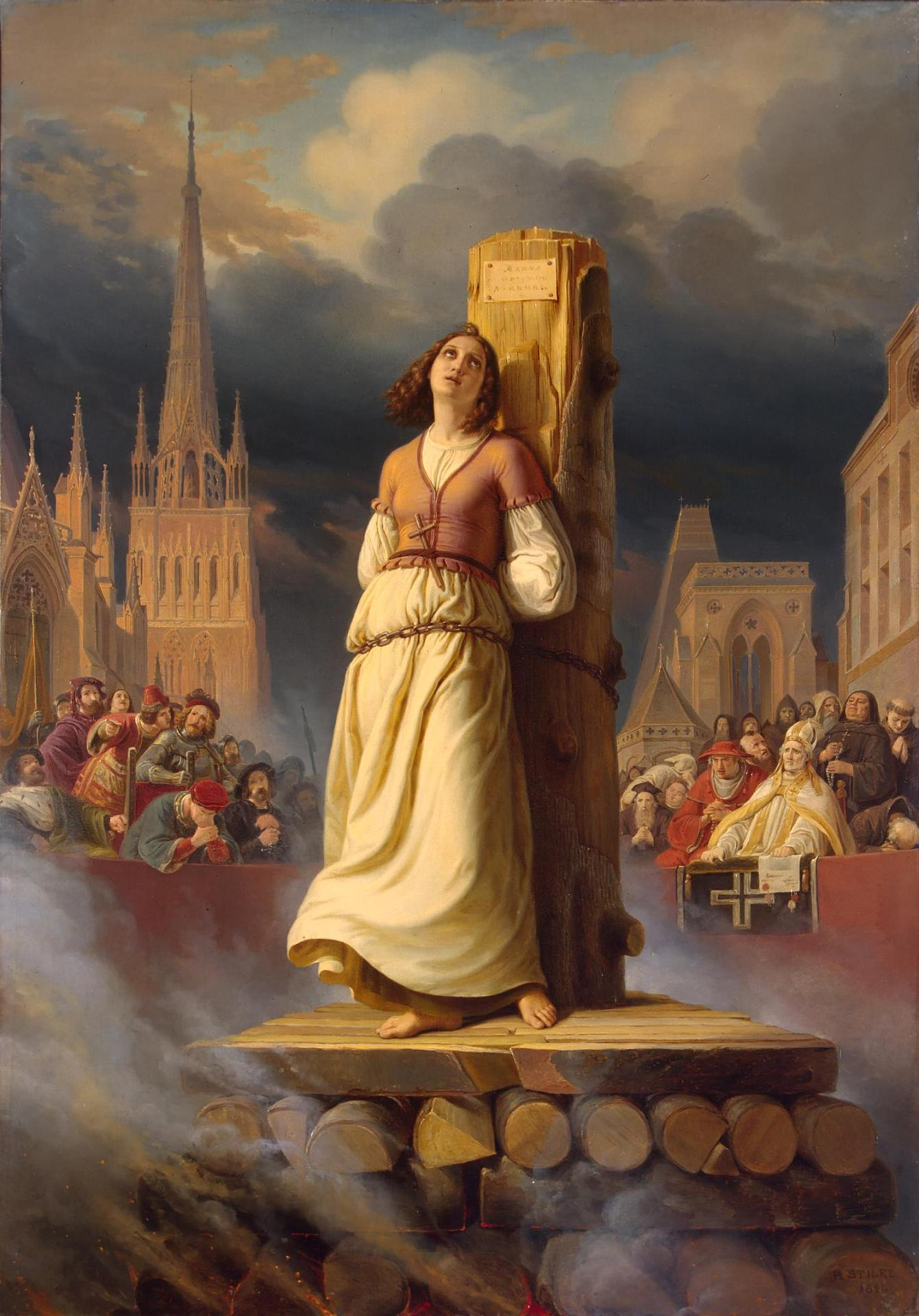
Герман Антон Штильке. «Жанна д’Арк на костре» (1843)

По мнению историка О. Тогоевой, авторы первых произведений о Жанне пытались с их помощью «осмыслить» её образ и «встроить» это необычное явление в свою привычную систему координат.

### XVI век
В XVI веке во Франции получили широкое распространение жизнеописания замечательных людей. Несколько из изданных в то время биографических работ содержали историю Жанны-Девы: «Зерцало достойных женщин» (Лион, 1546); «Галантные дамы» Брантома. Авторы этих жизнеописаний излагают историю пленения Жанны в Компьене, опираясь на сообщение Алена Бушара о предательстве коменданта крепости Гийома де Флави, «продавшего» её бургундцам. Легендарные сведения о Жанне вошли в такие издания, как «Корабль добродетельных женщин» Симфорьена Шампье (1502), «Похвалы браку или собрание историй о славных, добродетельных и знаменитых женщинах» Пьера де Ленодери (1523), «Неодолимая твердыня женской чести» Франсуа де Биллона (1555) и другие собрания биографий известных женщин. Таким образом совершался переход от средневековой «антифеминистской традиции», где женщина представлялась «сосудом зла», источником всех бед, к новой возрожденческой системе взглядов на её роль в обществе.
Впервые словосочетание «Орлеанская дева», употреблённое в отношении Жанны, вместо имевшего мистический смысл прозвания «Дева», появляется в литературе в 1555 году. «Знаменитой Орлеанской девой» называет её в своём «Дневнике путешествия в Италию» Мишель Монтень (1582), описавший своё пребывание в Домреми, на родине Жанны. Однако образ Жанны д’Арк, типичной для Средневековья фигуры, не слишком интересовал мыслителей Возрождения, отошедших от идеалов предшествующей эпохи. В это время она стала героиней литературы, создаваемой для «простых читателей», но в популярных сочинениях представал персонаж, весьма далёкий от реальной Жанны.

### XVII—XX века

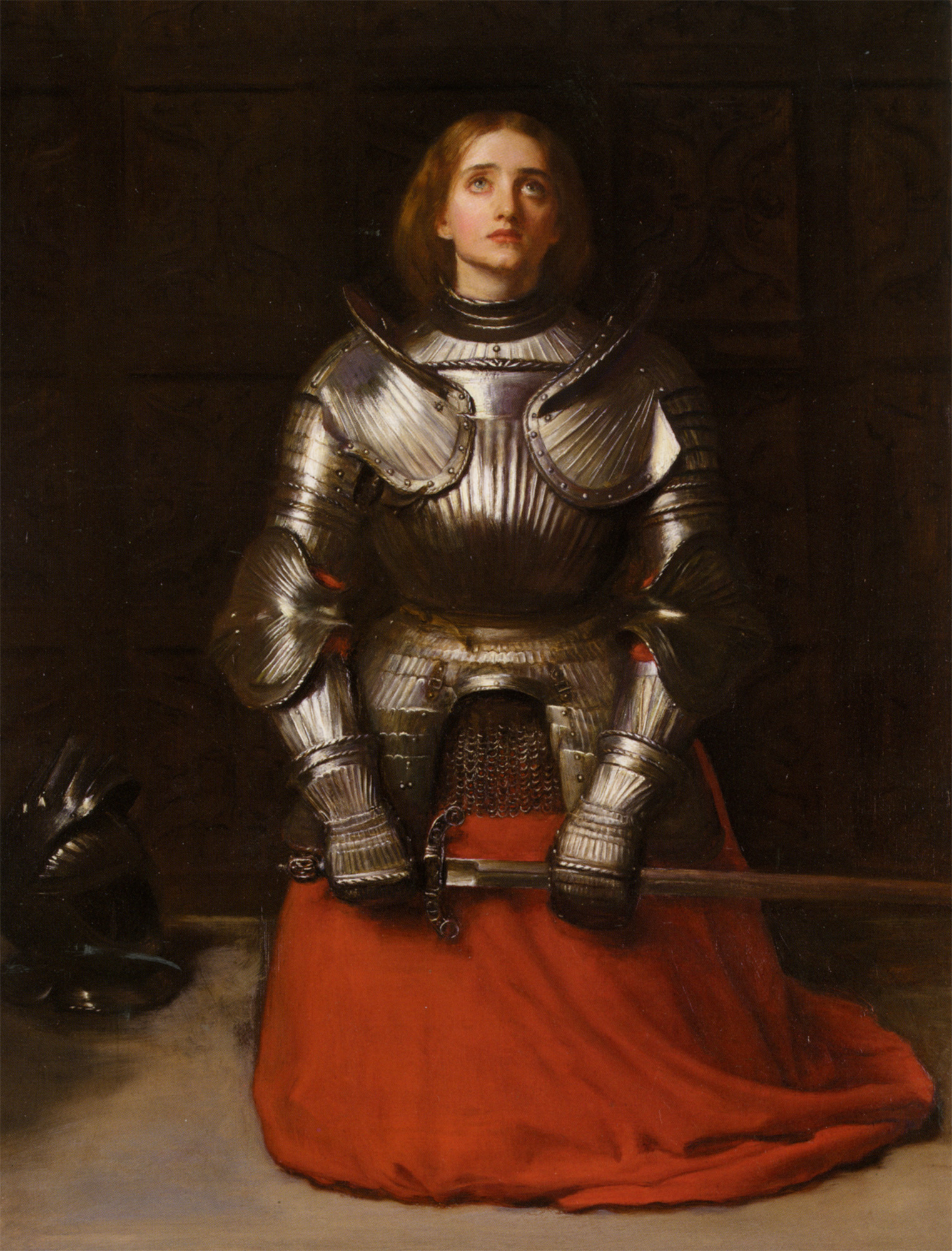
«Жанна д’Арк». Картина Джона Эверетта Милле (1865)

Образ Орлеанской девы, как наиболее полно соответствовавший представлениям о Жанне в такие разные эпохи, как барокко, классицизм и романтизм, сохранялся почти три столетия.
Вышли ряд произведений и исследований: Шекспир «Генрих VI, часть 1» (1591); Жан Шаплен «Девственница, или Освобождённая Франция» (1656); Ж.Кишера «Осуждение и оправдание Жанны д’Арк»; Жозеф Фабр «Осуждение Жанны д’Арк» (1884); А. Валлон «Жанна д’Арк» (1860); М.Сепэ «Жанна д’Арк»; Жюль Мишле «Жанна д’Арк»; Берриа де Сен-При «Семья Жанны д’Арк» (1817); А. де Шабани «Девственница из Лотарингии»; Рикар «Блаженная Жанна д’Арк»; Джон О’Хаган «Жанна д’Арк»; Джэнет Таки «Дева Жанна»; Вольтер «Орлеанская девственница» (1762); Марк Твен «Личные воспоминания о Жанне д’Арк» (1896); Анатоль Франс «История Жанны д’Арк» (1908); Шарль Пеги «Мистерия о милосердии Жанны д’Арк» (1910) Бернард Шоу «Святая Иоанна» (1923); Жан Ануй «Жаворонок» (1953);

## Музыка

### Классическая музыка
В музыке образ Жанны воссоздавали:
- Джузеппе Верди (опера «Жанна д’Арк»)
- Зинаида Волконская, Чайковский (опера «Орлеанская дева»)
- Джоаккино Россини (кантата «Жанна д'Арк»)
- Артюр Онеггер (оратория «Жанна д'Арк на костре»)
- Шарль Гуно (музыка к пьесе Жюля Барбье «Жанна д’Арк»)
- Анри Томази (опера-оратория «Триумф Жанны»).

### Рок-музыка
Образ Жанны встречается в рок-музыке.
- Британская синт-поп группа Orchestral Manoeuvres in the Dark посвятила две песни Жанне («Joan of Arc» и «Maid of Orleans») в своем альбоме «Architecture & Morality».
- Английская певица Кейт Буш записала композицию Joanni, посвященную истории Жанны д’Арк выпущенную в ноябре 2005 года в восьмом студийном альбоме Aerial.
- Итальянская симфо-пауэр-метал группа «Thy Majestie» в 2005 году выпустила концептуальный альбом «Jeanne D’Arc», в котором рассказывается про подвиги славной воительницы.
- Украинский композитор Геннадий Татарченко посвятил ей рок-оперу «Белая ворона» (автор либретто — Юрий Рыбчинский), где партию Жанны исполняла Тамара Гвердцители.
- Рок-орден Тампль в 2003 году поставил рок-оперу «Жанна д’Арк», сюжет которой построен на Ватиканском расследовании 1920 года: является ли Жанна святой?
- Петербургская power-metal группа Citadel посвятила Жанне Д’Арк песню «Орлеанская дева» (музыка — Александр Силин, аранжировка — Василий Кукута, стихи — Владимир Ветюков; вышла в альбоме «Игра света и тени», 2008 г.). Источником вдохновения для текста песни послужила сцена из фильма Люка Бессона «Жанна Д’Арк», где заточенная в темницу героиня (Мила Йовович) ведет диалог с Совестью (Дастин Хоффман).
- Жанна д’Арк является главной лирической героиней песни The Death Of Love британской готик-метал группы Cradle Of Filth. В песне обыгрывается популярная в массовой культуре тема любви Жанны и её друга, маршала Жиля де Рэ; построена она как диалог Жанны с Жилем накануне её сожжения.
- Русская группа Unreal посвятила Жанне д’Арк песню «Сердце Жанны д’Арк».
- В репертуаре русской группы «Сурганова и оркестр» есть песня под названием «Д’Арк».
- У канадской инди-рок-группы Arcade Fire имеется песня «Joan of Arc» в альбоме «Reflektor».
- Русско-украинская группа «Немного Нервно» посвятила Жанне д’Арк песню «Жанна» (альбом «Сны о Земле. Глава IV»).
- У испанской метал-группы Dark Moor имеется песня «Maid of Orleans» из альбома «The Hall of the Olden Dreams», посвящённая Жанне д’Арк.
- Жанна д’Арк упоминается в песне британской женской поп-группы Little Mix «Joan of Arc» из пятого студийного альбома группы «LM5».
- У американской поп-рок-группы Aly & AJ есть песня «Joan of Arc on the Dance Floor», посвящённая Жанне д’Арк.
- У американской метал группы In This Moment в альбоме «Ritual» имеется песня «Joan of Arc».
- У итальянской готик-метал группы Mandragora Scream — песня Jean D’arc
- У группы Powerwolf — песня Joan D’Arc.

### Прочая современная музыка
- Канадско-кельтская певица, писательница и бизнесмен Хизер Дэйл (англ. Heather Dale), в 2008-м году, в рамках создания альбома The Gabriel Hounds (англ. Го́нчие Габриэ́ля), посвятила Жанне д’Арк, одну из песен этого альбома, получившую название «Joan».
- Леонард Коэн посвятил Жанне д’Арк песню «Joan of Arc» вошедшую в альбом Songs of Love and Hate.
- Жанне д’Арк посвящён цикл песен Вероники Долиной «Светлое распятье» из альбома «Железная Дева».
- Мадонна написала песню «Joan of Arc», в которой присутствует образ Орлеанской девы.
- Поэтесса Марина Кацуба в песне «М», исполненной вместе с Noize MC, сравнивает свою лирическую героиню с образом Жанны д’Арк: «Мама, я ведь как Жанна д’Арк, Мама, как объяснить стишку, что меня за него сожгут?»
- У российского исполнителя pyrokinesis есть песня в честь Жанны д’Арк — «Реквием по Жанне д’Арк», а также песня «Jeanne d’Arc»

## Изобразительное искусство

### XV век

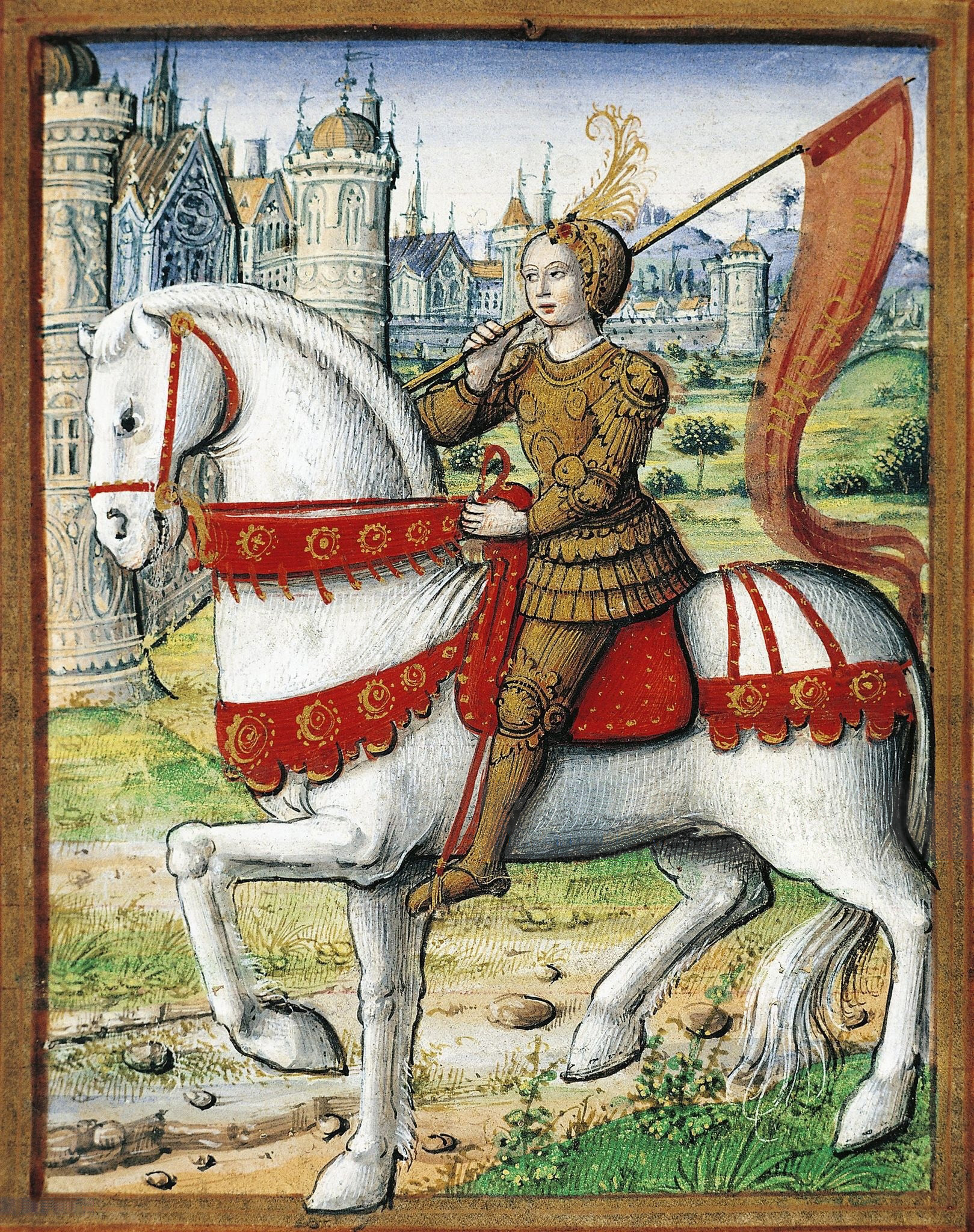
Жанна д’Арк на миниатюре из рукописи «Жизни знаменитых женщин» Антуана Дюфура (1504). Нант. Музей Добре

Достоверных изображений Жанны д’Арк не сохранилось, хотя известно минимум о двух её прижизненных портретах. На одном из них, преклонив колено, Дева протягивала письмо Карлу VII. Этот портрет видела сама Жанна. Другое её изображение («как Дева воюет во Франции») было выставлено в Регенсбурге в 1429 году, в тот момент, когда она достигла европейской известности.

Словесное описание внешности Жанны оставил лично знавший её Персеваль де Буленвилье, камергер короля Карла:
«Дева сия сложением изящна; держится она по-мужски, говорит немного, в речах выказывает необыкновенную рассудительность; у неё приятный женский голос. Ест она мало, пьёт ещё меньше. Ей нравятся боевые кони и красивое оружие. Она любит общество благородных воинов и ненавидит многолюдные сборища. Обильно проливает слёзы, [хотя] лицо у неё обычно весёлое»
По словам знавших Жанну, она была черноволосой, высокого роста юной девушкой, хорошего сложения. Все позднейшие изображения Жанны не отражают её истинного облика, однако интересны тем, что по ним можно реконструировать, как изменялось восприятие национальной героини с течением времени.
Особняком стоит[прояснить] хранящаяся в доме-музее Жанны в Орлеане шпалера, изображающая её торжественный въезд в Шинон, предположительно созданная во второй половине XV века в германских землях.
Образ Жанны рано привлёк внимание средневековых миниатюристов, французских и бургундских, все сохранившиеся до наших дней иллюстрации созданы были уже после её смерти. Наиболее известными являются миниатюры из рукописей поэмы Мартина ле Франка «Защитник дам», посвящённой герцогу Бургундии Филиппу Доброму (1450), «Вигилий на смерть короля Карла VII», содержащих текст поэмы Марциала Овернского (1493), а также сочинения епископа Антуана Дюфура «Жизнь знаменитых женщин» (1504), написанного для королевы Анны Бретонской.

### XVI век
На так называемом «портрете эшевенов» (1581, Исторический музей Орлеана), известном впоследствии во множестве повторений, девушка изображена без каких-либо указаний на мистицизм, атрибутов связывающих её деятельность с чудом. Это одна из первых светских трактовок образа, несмотря на надпись на картине, что Жанна была послана Богом для спасения Франции. Она облачена в платье горожанки XVI века, её шляпа, как у мужчины-воина, увенчана плюмажем. В одной руке Жанна держит меч, в другой сжимает платок. Смесь военных и женских аксессуаров призвана указывать одновременно на женскую природу героини и её воинские подвиги. «Портрет эшевенов» знаменует собой десакрализацию Жанны д’Арк, создание сугубо светского мифологического образа «Орлеанской девы». Он существовал в общественном сознании до середины XIX века, когда были опубликованы подлинные исторические документы, и к Жанне стали относиться как к реальному историческому лицу.

### Новое время

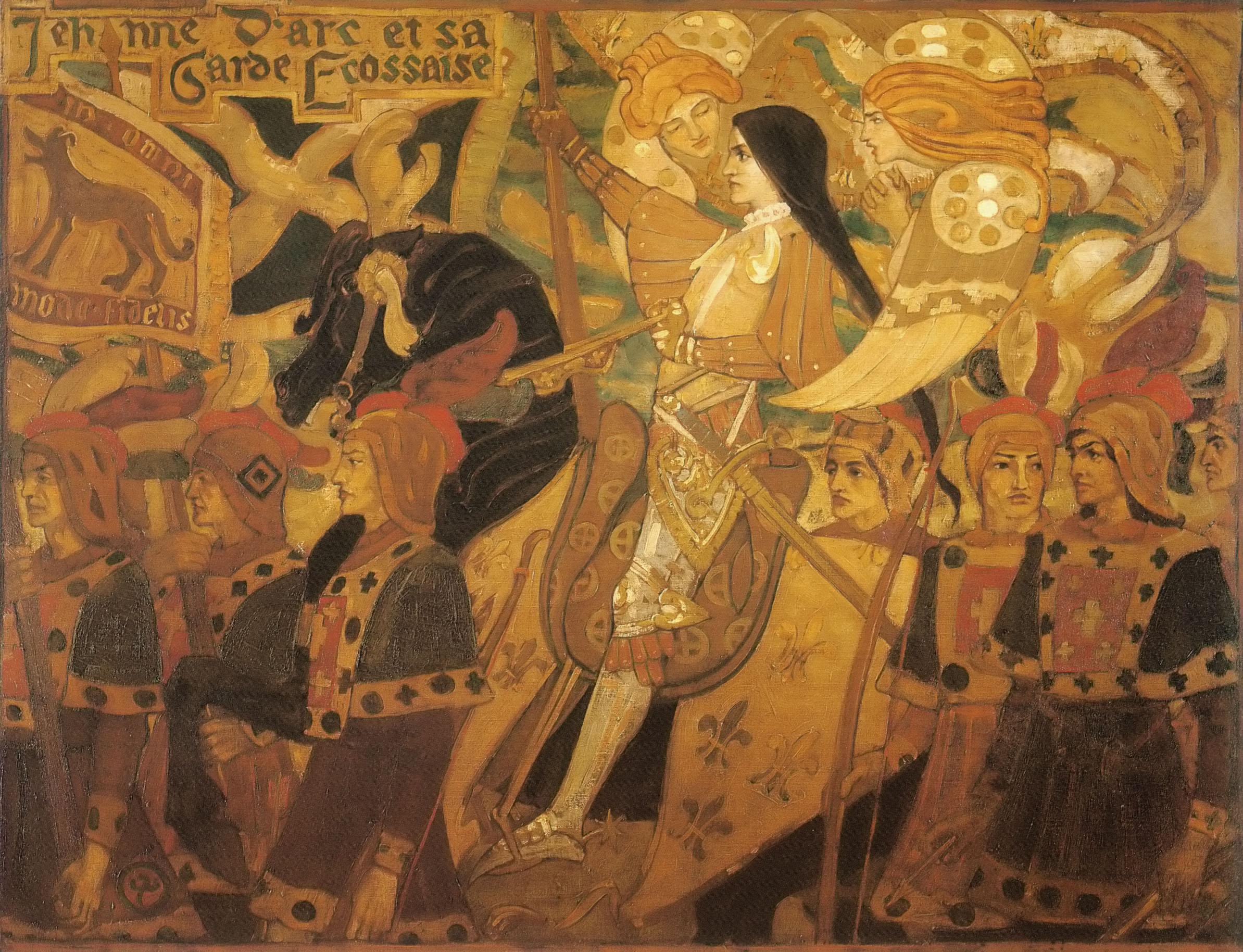
Джон Маккерди Дункан. «Жанна д’Арк и её шотландская гвардия» (1896)

В изобразительном искусстве XVII—XIX веков Жанна предстаёт либо в доспехах, либо в платье аристократки, либо, как на «портрете эшевенов» горожанкой. Вероятно, связано это было с тем, что французская героиня не представлялась в ту эпоху принадлежащей к крестьянскому сословию, а, скорее всего, была поставлена «вне сословной иерархии».
Известные художники, посвятившие Жанне д’Арк свои полотна: Рубенс, Жилло Сент-Эвр (целый цикл картин), Жан Огюст Энгр, Поль Деларош, Джон Эверетт Милле, Жюль Бастьен-Лепаж, Жан-Жак Шерер, Поль Гоген, Джон Маккерди Дункан, Николай Рерих, Поль де Булае.

## Скульптура
В конце XIX века появляется большое количество памятников Жанне д’Арк. Каждый город Франции хотел иметь у себя памятник Жанне: в 1875 году на площади Пирамид в Париже была установлена статуя работы Фремье; в 1882 году был воздвигнут памятник в Компьене, в 1892 году — в Домреми.
7 сентября 2021 года состоялось «рабочее» открытие памятника Жанне д’Арк в Санкт-Петербурге, установленного в Советском переулке между 3‑й и 4‑й Красноармейскими улицами. Официальное открытие состоялось 13 октября 2023 года.

## Кинематограф
Новая жизнь ждала Жанну д’Арк с появлением кинематографа. Первый фильм, посвящённый ей, вышел в 1899 г. C тех пор число экранизаций её жизни и подвига перевалило за 70.

### Документальные фильмы
- «Любовь Жанны д’Арк» (документальный фильм), 2011, Россия

### Художественные фильмы
- Жанна д’Арк («Jeanne d’Arc», 1900), в главной роли — Жанна д’Альси
- Женщина Жанна («Joan the Woman», 1916), в главной роли — Джеральдин Фаррар
- Святая Жанна (Saint Joan, 1927), в главной роли — Сибил Торндайк
- «Страсти Жанны д’Арк» (1928), режиссёр — Карл Теодор Дрейер, в главной роли — Рене-Жанна Фальконетти
- Волшебная жизнь Жанны Д'Арк («La merveilleuse vie de Jeanne d’Arc», 1929), режиссёр — Марко де Гастин[фр.], в главной роли — Симона Женевье
- Жанна-Дева (Das Mädchen Johanna, 1935)[23], в главной роли — Ангела Саллокер
- Жанна д’Арк («Joan of Arc», 1948), режиссёр — Виктор Флеминг, в главной роли — Ингрид Бергман
- «You Are There» (серия «The Final Hours of Joan of Arc (May 30, 1431)», 1953), в главной роли — Диана Линн
- Жанна д’Арк на костре[англ.] («Giovanna d’Arco al rogo», 1954), режиссёр — Роберто Росселлини, в главной роли — Ингрид Бергман
- Судьбы (Destinées (1954), в главной роли — Мишель Морган
- Омнибус («Omnibus», серия «Saint Joan» (1955), в главной роли — Ким Хантер
- Святая Иоанна (Saint Joan, 1957), режиссёр — Отто Премингер, в главной роли — Джин Сиберг
- Жаворонок (The Lark, 1957), в главной роли — Джули Харрис
- Эпоха королей («An Age of Kings», серия "Henry VI Part 1: The Red Rose and the White, 1960), в роли Жанны д’Арк — Айлин Эткинс
- «Процесс Жанны д’Арк» («Procès de Jeanne d’Arc», 1962), режиссёр — Робер Брессон, в главной роли — Флоранс Деле
- Войны Роз («The Wars of the Roses», серия «Henry VI», 1965), в роли Жанны д’Арк — Джанет Сазман
- Жанна на костре / Jeanne au bûcher (1966), в главной роли — Эдит Скоб
- «St. Joan» (1968), в главной роли — Джанет Сазман
- «Начало», 1970, СССР, режиссёр — Глеб Панфилов, в главной роли — Инна Чурикова.
- The First Part of Henry the Sixt (1983), в роли Жанны д’Арк — Бренда Блетин
- Jane B. par Agnès V. (1988), в главной роли — Джейн Биркин
- Жанна д’Арк. Власть и невинность[фр.] («Jeanne d’Arc, le pouvoir de l’innocence», 1989), в главной роли — Сесиль Магне
- Невероятные приключения Билла и Теда («Bill & Ted’s Excellent Adventure», 1989), в роли Жанны д’Арк — Джейн Уидлин
- Жанна-Дева[фр.] («Jeanne la Pucelle», 1994), режиссёр — Жак Риветт, в главной роли — Сандрин Боннер
- Жанна Д’Арк (телесериал, 1999), режиссёр — Кристиан Дюгей, в главной роли — Лили Собески
- Жанна Д’Арк (фильм, 1999), режиссёр — Люк Бессон, в главной — Милла Йовович
- «Непобедимый воин» (телесериал, 2011), в роли Жанны Д’Арк — Вирджиния Хенкинс (Virginia Hankins)
- «Молчание Жанны[фр.]» («Jeanne Captive») (фильм, 2011), в главной роли — Клеманс Поэзи
- «Жанна Д’Арк», будущий фильм режиссёра База Лурмана, в главной роли — Айла Джонстон

### Мультипликация и комиксы
- Комикс Клинок ведьм — по версии вселенной, Жанна Д’Арк являлась одной из носительниц Клинка Ведьм[24].
- Мультсериал Histeria! — в данном мультсериале от Warner Brothers пародируются разные исторические персонажи. Жанну, постоянного персонажа сериала, озвучивает актриса Лорейн Ньюмен[25].
- В серии «Tales from the Public Domain» Гомер Симпсон читает детскую книжку о Жанне Д’Арк, после чего Лиза изображает Жанну. Когда герои доходят до сцены сожжения на костре, Мардж говорит, что в последнюю секунду её спас прекрасный принц Ланселот, они поженились и жили долго и счастливо.[26].
- Клон Жанны Д’Арк является одним из персонажей мультсериала Clone High (2003)[27]. Озвучила роль Николь Салливан
- Одним из персонажей комикса Top 10: The Forty-Niners, является офицер Джоанна Дарк (англ. Joanna Dark), которая носит железные доспехи и использует божественную силу, чтобы уничтожать нежить[28].
- Во французском мультсериале «Ледибаг и Супер-Кот» Жанна Д’Арк является одним из предыдущих владельцев Талисмана Божьей Коровки и на мгновение появляется в эпизоде «Эфемер». Также фигурирует в эпизоде «Воссоединение», как память оригинальной героини, когда Маринетт взаимодействует квагатамой с символом Ордена Хранителей на статуе Жанны.
- Жон Арк из RWBY основан на Жанне Д’Арк.

#### Аниме и манга
- Jeanne — трёхтомная манга Ёсикадзу Ясухико Jeanne (яп. ジャンヌ, «Жанна») повествует о событиях Столетней войны. Жизнь главной героини обнаруживает параллели с жизнью Жанны Д’Арк[29].
- Kamikaze Kaito Jeanne — в манге Арины Танэмуры героиня Марон Кусакабэ является реинкарнацией Жанны. С помощью дарованных богом сверхъестественных способностей она сражается с демонами, прячущимися в различных предметах. Марон обращается к Жанне Д’Арк с просьбой послать ей силу, а в одной из серий встречается с ней самой. Данная манга позже была экранизирована в одноимённом аниме[30].
- Аниме и манга Шаман Кинг — в истории Хироюки Такэи Железная дева Жанна (яп. アイアン・メイデン・ジャンヌ, «Iron Maiden Jeanne») — девушка родом из Франции, попросившая Бога даровать ей силу спасать людей, в противном случае мир может быть уничтожен. Жанна носит железные доспехи[31].
- В седьмом полнометражном анимационном фильме Digimon присутствует дигимон «Д’Аркмон» — девушка-ангел, в бою использующая меч[32].
- В карточной игре и одноимённом аниме Yu-Gi-Oh! присутствует карта с монстром «Святая Жанна». В 107 серии аниме персонажи с помощью неё одолевают последнего монстра[33].
- Ashita no Nadja — Надя и её товарищи охотятся за сокровищем Жанны Д’Арк. Этим сокровищем оказалось семечко, которое посадила Надя и которое выросло в целое поле цветов[34].
- Aria the Scarlet Ammo — одна из злодеек по прозвищу Дюрандал перед схваткой с главными героями представляется как Жанна Д’Арк Тридцатая.
- Девочка-волшебница Мадока Магика — Жанна Д’Арк является одной из девушек, в прошлом, заключивших контракт с Инкубаторами. В последней серии превратившаяся в воплощение надежды, Мадока посещает Жанну Д’Арк и спасает её от сожжения на костре.
- В аниме и манге Скитальцы, автора Хирано Коты, Жанна Д’Арк вместе с Жилем де Ре представлена в качестве одного из «отродий» — антагонистов главного героя в магическом мире, которые стремятся к истреблению человечества. Попадает в иной мир после своей казни, из-за чего питает ненависть к людям. Наделена, как ни странно, способностями к манипуляции огнем.
- Hetalia — Жанна Д’Арк неоднократно появляется в воспоминаниях Франции. В целом её образ сильно пародирует Сэйбер из Fate/Stay Night.
- Аниме Nobunaga the Fool — Жанна Кагуя Д’Арк вместе с Леонардо да Винчи прибывает на Восточную Планету, с целью найти Короля-Спасителя и становится пажом Оды Нобунаги, под именем Мори Раннмару.
- В аниме Shingeki no Bahamut: Genesis, Жанна Д’Арк является избранницей богов и предводителем святых рыцарей. Она — могущественный воин, несущий Копьё архангела Михаила.
- В серии Fate (Fate/Apocrypha), Жанна Д’Арк является героической душой, имеющей уникальный класс «Рулер»(защитник интересов Грааля). Так же в Fate имеется её альтернативная версия «Альтер Жанна», порождённая желанием Жиля Де Ре к Граалю. Которая является полной противоположностью оригинальной Жанны, и как не удивительно, использует огонь для своих атак.
- Аниме и манга Ulysses: Jeanne d'Arc to Renkin no Kishi — в истории Касуга Микагэ, рассказывается о девушке, которая стала Уиллсом, с помощью философского камня.
- В последней серии 2 сезона аниме сериала Golden Kamuy, упоминается Жанна Д’Арк.
- Появляется в аниме Inazuma Eleven.
- Появляется в аниме и манге Похороны Короля Роз.
- Появляется в манге Уроки гениальности.
- Являются главной героиней манги Война ведьм.
- Являются главной героиней манги Наёмник Пьер.
- Появляется в аниме и манге Ария по прозвищу Алая Пуля.
- Появляется во Второй манга-адаптация Code Geass, под названием Code Geass: Nightmare of Nunnally.

## Компьютерные игры
- В RTS-стратегии Age of Empires II: The Age Of Kings и её переизданиях 2013 и 2019 года есть кампания из 6 миссий, посвящённая Жанне Д’Арк и рассказывающая о прибытии Жанны в Шинон, её участии в снятии осады Орлеана, Луарской кампании, походе на Реймс и неудачной осаде Парижа, а также о пленении Жанны бургундцами. В первой миссии Жанна предстает в образе крестьянки, в миссиях с 2 по 5 — она всадник-герой. Последняя миссия кампании происходит уже после смерти Жанны и посвящена штурму крепости Кастийон французской армией во главе с коннентабелем Ришмондом и Ла Гиром. В дополнении «Правители Запада» к переизданию 2019 года Жанна является антагонистом в последней миссии бургундской кампании «Великие герцоги Запада», посвященной осаде Компьена.
- В Age of Empires IV 2021 года выпуска французская кампания посвящена Столетней войне и одним из подконтрольных игроку персонажей во многих миссиях является Жанна Д’Арк.
- В пошаговой глобальной стратегии Medieval: Total War Жанна Д’Арк может появиться в качестве полководца у Королевства Франция, а также есть посвящённая ей кампания, состоящая из 3 миссий (осада Орлеана, штурм замка в долине Луары и битва при Патэ).
- В ролевой игре Lionheart: Legacy of the Crusader призрак Жанны предстаёт в качестве одного из спутников (NPC) на пути игрока. Она — самый сильный компаньон в игре.
- В глобальной стратегической игре Civilization 3 Жанна является лидером фракции французов.
- В многожанровой игре Wars & Warriors: Joan of Arc, разработанной командой Тревора Чана, Жанна — один из пяти героев, которыми командует игрок. Сюжет игры, сочетающей ролевые и стратегические элементы, примерно соответствует историческим событиям 29 апреля — 17 июля 1429 г. (как и в Age of Empires II), игра заканчивается походом в Реймс. В финальном ролике утверждается, что после эскортирования короля Франции Жанна вернулась к себе в деревню, к жизни обычной крестьянки.
- Тактическая ролевая игра Jeanne d'Arc (PSP) посвящена жизни Жанны Д’Арк. Её сюжет представляет собой вольный пересказ биографии Жанны, помещенный в фантастический антураж: так, на стороне англичан сражаются демоны, а Жанна обязана своими силами магическому браслету.
- В боевике с элементами тактики Bladestorm: The Hundred Years’ War, который вольно пересказывает события Столетней войны, и его переиздании Жанна Д’Арк является одним из действующих лиц.
- Во вселенной игр Assassin’s Creed говорится, что Жанна Д’Арк обладала Мечом Эдема, с помощью которого побеждала.
- В истории игровой вселенной Warhammer 40,000 упоминается Святая Саббат (англ. Saint Sabbat), пастушка с планеты Хагия, получившая откровение Императора и возглавившая Крестовый поход, завоевавший более сотни звездных систем всего за несколько лет.
- Во вселенной игр серии Total War: Warhammer присутствует легендарный лорд Репансе де Лайонесс (фр. Repanse de Lyonesse), так же явно вдохновленный Жанной Д’Арк.
- В ролевой игре Dragon Age: Origins большая часть мира исповедует религию Андрастианство, центральной фигурой которого является «Невеста Создателя» Андрасте, история жизни и смерти которой является явным смешением образов Иисуса Христа и Жанны Д’Арк.
- В японском слэшере Bayonetta встречается персонаж по имени Жанна, которая является врагом главной героини, а в Bayonetta 2 и Bayonetta 3 — союзником. Будучи могущественной ведьмой, Жанна способна контролировать течение времени, превращаться в животных, призывать демонов из преисподней во время битвы, связывая их своими волосами и подчиняя своей воле, а также проявляет невероятную силу и проворство. В её биографии присутствуют некоторые упоминания из реальной жизни Жанны д’Арк, включая дату рождения — 06.01.1412, а её наряд был создан вымышленным модным итальянским брендом D’arc
- В мобильной игре Fate/Grand Order представляется возможность получить Жанну в виде игрового персонажа. Помимо обычной Жанны есть также: Жанна Д’Арк Альтер(класс Эвенджер), Жанна Д’Арк Санта Лилли (класс Лансер) и Жанна Д’Арк Альтер (класс Берсеркер).
- В компьютерной игре в жанрах JRPG и Survival Horror с элементами Roguelike, под названием Fear & Hunger присутствует персонаж по имени Д'Арс. Девушка является рыцарем и имеет рыжие волосы, что роднит ее с Жанной Д'Арк и по факту является отсылкой[источник не указан 386 дней].